# Treehouse of Horror-avsnitten
Treehouse of Horror ("skräckens koja") är det avsnitt av TV-serien Simpsons som varje år visas runt Halloween sedan den andra säsongen. Varje avsnitt består av tre korta berättelser där familjen Simpson medverkar i, eller personer som efterliknar dem i utseende och röster. Under de första säsongerna gick avsnittet under namnet "The Simpsons Halloween Special".
Treehouse of Horror är också en serietidning utgiven av Bongo Comics i USA som till 2007 gick under namnet "Bart Simpson's Treehouse of Horror". Ett antal historier ur serietidningarna finns samalade i Treehouse of Horror Reprint som även delvis innehåller nytt material.
Avsnitten utspelar sig utanför seriens normala handling och förändrar inte seriens ordinarie historia eller handling. Första avsnittet sändes på tv-kanalen Fox den 25 oktober 1990 under namnet ”The Simpsons Halloween Special.
Vinjetten skiljer sig också från originalet och delar av namnet på creditlistan är förändrade till mer "skrämmande". Vissa av avsnitten har haft en hög åldersgräns i en del länder. Temat i avsnitten är ofta parodier på nuvarande händelser i USA och filmer, romaner, pjäser samt TV-program.
The Simpsons: Night of the Living Treehouse of Horror är ett plattformsspel utvecklat av Software Creations för THQ till Game Boy Color som utspelar sig i avsnitten.

## Avsnitt

### TV-avsnitt
| Nr    | Säsong | Avsnitt    | Prod. kod | Sändes på FOX   | Titel                                                 | Författare | Regissör                           |
| ----- | ------ | ---------- | --------- | --------------- | ----------------------------------------------------- | --- | ---------------------------------- |
| I     | 2      | 16 - 203   | 7F04      | 25 oktober 1990 | "Bad Dream House"                                     | John Swartzwelder | Wes Archer                         |
| I     | 2      | 16 - 203   | 7F04      | 25 oktober 1990 | "Hungry are the Damned"                               | Jay Kogen Wallace Wolodarsky                                                                                                  | Rich Moore                         |
| I     | 2      | 16 - 203   | 7F04      | 25 oktober 1990 | "The Raven"                                           | Sam Simon Edgar Allan Poe | David Silverman                    |
| II    | 3      | 42 - 307   | 8F02      | 31 oktober 1991 | "Lisa's Nightmare"                                    | Attrocious Al Jean Morbid Mike Reiss Jittery Jeff Martin Gasping George Meyer Slithering Sam Simon Spooky John Swartzwelder   | Jim Rondo Reardon                  |
| II    | 3      | 42 - 307   | 8F02      | 31 oktober 1991 | "Bart's Nightmare"                                    | Attrocious Al Jean Morbid Mike Reiss Jittery Jeff Martin Gasping George Meyer Slithering Sam Simon Spooky John Swartzwelder   | Jim Rondo Reardon                  |
| II    | 3      | 42 - 307   | 8F02      | 31 oktober 1991 | "Homer's Nightmare"                                   | Attrocious Al Jean Morbid Mike Reiss Jittery Jeff Martin Gasping George Meyer Slithering Sam Simon Spooky John Swartzwelder   | Jim Rondo Reardon                  |
| III   | 4      | 64 - 405   | 9F04      | 29 oktober 1992 | "Clown Without Pity"                                  | Attrocious Al Jean Morbid Mike Reiss Johnny Katastrophe Kogen Warped Wally Wolodarsky Scarifying Sam Simon Vicious Jack Vitti | Bloodcurdling Carlos Baeza         |
| III   | 4      | 64 - 405   | 9F04      | 29 oktober 1992 | "King Homer"                                          | Attrocious Al Jean Morbid Mike Reiss Johnny Katastrophe Kogen Warped Wally Wolodarsky Scarifying Sam Simon Vicious Jack Vitti | Bloodcurdling Carlos Baeza         |
| III   | 4      | 64 - 405   | 9F04      | 29 oktober 1992 | "Dial 'Z' For Zombies"                                | Attrocious Al Jean Morbid Mike Reiss Johnny Katastrophe Kogen Warped Wally Wolodarsky Scarifying Sam Simon Vicious Jack Vitti | Bloodcurdling Carlos Baeza         |
| IV    | 5      | 86 - 505   | 1F04      | 28 oktober 1993 | "Wraparounds"                                         | Watch Conan O'Brien | David "Dry Bones" Silverman        |
| IV    | 5      | 86 - 505   | 1F04      | 28 oktober 1993 | "The Devil and Homer Simpson"                         | Greg "It's Alive!" Daniels Disfigured Dan McGrath                                                                             | David "Dry Bones" Silverman        |
| IV    | 5      | 86 - 505   | 1F04      | 28 oktober 1993 | "Terror at 5½ Feet"                                   | The Late Bill Oakley The Estate of Josh Weinstein                                                                             | David "Dry Bones" Silverman        |
| IV    | 5      | 86 - 505   | 1F04      | 28 oktober 1993 | "Bart Simpson's Dracula"                              | Bilious Bill Canterbury | David "Dry Bones" Silverman        |
| V     | 6      | 109 - 606  | 2F03      | 30 oktober 1994 | "The Shinning"                                        | Blob Kushell | Jaundiced Jim Reardon              |
| V     | 6      | 109 - 606  | 2F03      | 30 oktober 1994 | "Time and Punishment"                                 | Count Greg Danula Dearly Departed Dan McGrath                                                                                 | Jaundiced Jim Reardon              |
| V     | 6      | 109 - 606  | 2F03      | 30 oktober 1994 | "Nightmare Cafeteria"                                 | David Cohen's Severed Hand | Jaundiced Jim Reardon              |
| VI    | 7      | 134 - 706  | 3F04      | 29 oktober 1995 | "Attack of the 50-Foot Eyesores"                      | John Swartzwelder | Bob Anderson                       |
| VI    | 7      | 134 - 706  | 3F04      | 29 oktober 1995 | "Nightmare on Evergreen Terrace"                      | Steve Tompkins | Bob Anderson                       |
| VI    | 7      | 134 - 706  | 3F04      | 29 oktober 1995 | "Homer³"                                              | David S. Cohen | Bob Anderson                       |
| VII   | 8      | 154 - 801  | 4F02      | 27 oktober 1996 | "The Thing and I"                                     | Ken Keeler | Mike B. Anderson                   |
| VII   | 8      | 154 - 801  | 4F02      | 27 oktober 1996 | "The Genesis Tub"                                     | Dan Greaney | Mike B. Anderson                   |
| VII   | 8      | 154 - 801  | 4F02      | 27 oktober 1996 | "Citizen Kang"                                        | David S. Cohen | Mike B. Anderson                   |
| VIII  | 9      | 182 - 904  | 5F02      | 26 oktober 1997 | "The HΩmega Man"                                      | Mike Scully | Mark Kirkland                      |
| VIII  | 9      | 182 - 904  | 5F02      | 26 oktober 1997 | "Fly vs. Fly"                                         | David S. Cohen | Mark Kirkland                      |
| VIII  | 9      | 182 - 904  | 5F02      | 26 oktober 1997 | "Easy-Bake Coven"                                     | Ned Goldreyer | Mark Kirkland                      |
| IX    | 10     | 207 - 1004 | AABF01    | 25 oktober 1998 | "Hell Toupée"                                         | Donick Cary | Steven Dean Moore                  |
| IX    | 10     | 207 - 1004 | AABF01    | 25 oktober 1998 | "The Terror of Tiny Toon"                             | Larry Doyle | Steven Dean Moore                  |
| IX    | 10     | 207 - 1004 | AABF01    | 25 oktober 1998 | "Starship Poopers"                                    | David S. Cohen | Steven Dean Moore                  |
| X     | 11     | 230 - 1104 | BABF01    | 31 oktober 1999 | "I Know What You Diddily-Iddily-Did"                  | Donick Cary | Pete Michels                       |
| X     | 11     | 230 - 1104 | BABF01    | 31 oktober 1999 | "Desperately Xeeking Xena"                            | Tim Long | Pete Michels                       |
| X     | 11     | 230 - 1104 | BABF01    | 31 oktober 1999 | "Life's a Glitch, Then You Die"                       | Ron Hauge | Pete Michels                       |
| XI    | 12     | 249 - 1201 | BABF21    | 1 november 2000 | "G-G-Ghost D-D-Dad"                                   | Rob LaZebnik John Frink Don Payne Carolyn Omine                                                                               | Matthew Nastuk                     |
| XI    | 12     | 249 - 1201 | BABF21    | 1 november 2000 | "Scary Tales Can Come True"                           | Rob LaZebnik John Frink Don Payne Carolyn Omine                                                                               | Matthew Nastuk                     |
| XI    | 12     | 249 - 1201 | BABF21    | 1 november 2000 | "The Night of the Dolphin"                            | Rob LaZebnik John Frink Don Payne Carolyn Omine                                                                               | Matthew Nastuk                     |
| XII   | 13     | 270 - 1301 | CABF19    | 6 november 2001 | "Hex and the City"                                    | Joel H. Cohen | Jim Reardon                        |
| XII   | 13     | 270 - 1301 | CABF19    | 6 november 2001 | "House of Whacks"                                     | John Frink Don Payne | Jim Reardon                        |
| XII   | 13     | 270 - 1301 | CABF19    | 6 november 2001 | "Wiz Kids"                                            | Carolyn Omine | Jim Reardon                        |
| XIII  | 14     | 292 - 1401 | DABF19    | 3 november 2002 | "Send in the Clones"                                  | Marc Wilmore | David Silverman                    |
| XIII  | 14     | 292 - 1401 | DABF19    | 3 november 2002 | "The Fright to Creep and Scare Harms"                 | Brian Kelley | David Silverman                    |
| XIII  | 14     | 292 - 1401 | DABF19    | 3 november 2002 | "The Island of Dr. Hibbert"                           | Kevin Curran | David Silverman                    |
| XIV   | 15     | 314 - 1501 | EABF21    | 2 november 2003 | "Reaper Madness"                                      | John Swartzwelder | Steven Dean Moore                  |
| XIV   | 15     | 314 - 1501 | EABF21    | 2 november 2003 | "Frinkenstein"                                        | John Swartzwelder | Steven Dean Moore                  |
| XIV   | 15     | 314 - 1501 | EABF21    | 2 november 2003 | "Stop the World, I Want to Goof Off"                  | John Swartzwelder | Steven Dean Moore                  |
| XV    | 16     | 336 - 1601 | FABF23    | 7 november 2004 | "The Ned Zone"                                        | Bill Odenkirk | David Silverman                    |
| XV    | 16     | 336 - 1601 | FABF23    | 7 november 2004 | "Four Beheadings and a Funeral"                       | Bill Odenkirk | David Silverman                    |
| XV    | 16     | 336 - 1601 | FABF23    | 7 november 2004 | "In the Belly of the Boss"                            | Bill Odenkirk | David Silverman                    |
| XVI   | 17     | 360 - 1704 | GABF17    | 6 november 2005 | "B.I.: Bartificial Intelligence"                      | Marc Wilmore | David Silverman                    |
| XVI   | 17     | 360 - 1704 | GABF17    | 6 november 2005 | "Survival of the Fattest"                             | Marc Wilmore | David Silverman                    |
| XVI   | 17     | 360 - 1704 | GABF17    | 6 november 2005 | "I've Grown a Costume on Your Face"                   | Marc Wilmore | David Silverman                    |
| XVII  | 18     | 382 - 1804 | HABF17    | 5 november 2006 | "Married To The Blob"                                 | Peter Gaffney | David Silverman Matthew Faughnan   |
| XVII  | 18     | 382 - 1804 | HABF17    | 5 november 2006 | "You Gotta Know When To Golem"                        | Peter Gaffney | David Silverman Matthew Faughnan   |
| XVII  | 18     | 382 - 1804 | HABF17    | 5 november 2006 | "The Day the Earth Looked Stupid"                     | Peter Gaffney | David Silverman Matthew Faughnan   |
| XVIII | 19     | 405 - 1905 | JABF16    | 4 november 2007 | "E.T., Go Home"                                       | Marc Wilmore | Chuck Sheetz                       |
| XVIII | 19     | 405 - 1905 | JABF16    | 4 november 2007 | "Mr. & Mrs. Simpson"                                  | Marc Wilmore | Chuck Sheetz                       |
| XVIII | 19     | 405 - 1905 | JABF16    | 4 november 2007 | "Heck House"                                          | Marc Wilmore | Chuck Sheetz                       |
| XIX   | 20     | 424 - 2004 | KABF16    | 2 november 2008 | "Untitled Robot Parody"                               | Matt Warburton | Bob Anderson                       |
| XIX   | 20     | 424 - 2004 | KABF16    | 2 november 2008 | "How to Get Ahead in Dead-vertising"                  | Matt Warburton | Bob Anderson                       |
| XIX   | 20     | 424 - 2004 | KABF16    | 2 november 2008 | "It's the Grand Pumpkin, Milhouse"                    | Matt Warburton | Bob Anderson                       |
| XX    | 21     | 445 - 2104 | LABF14    | 18 oktober 2009 | "Dial M for Murder or Press # to Return to Main Menu" | Daniel Chun | Mike B. Anderson Matthew Shofield  |
| XX    | 21     | 445 - 2104 | LABF14    | 18 oktober 2009 | "Don't Have a Cow, Mankind"                           | Daniel Chun | Mike B. Anderson Matthew Shofield  |
| XX    | 21     | 445 - 2104 | LABF14    | 18 oktober 2009 | "There's No Business Like Moe Business"               | Daniel Chun | Mike B. Anderson Matthew Shofield  |
| XXI   | 22     | 468 - 2204 | MABF16    | 7 november 2010 | "War and Pieces"                                      | Sponge Bob Anderson Pants | As Predicted, Joel Cohen Just Died |
| XXI   | 22     | 468 - 2204 | MABF16    | 7 november 2010 | "Tweenlight"                                          | Sponge Bob Anderson Pants | As Predicted, Joel Cohen Just Died |
| XXI   | 22     | 468 - 2204 | MABF16    | 7 november 2010 | "Master and Cadaver"                                  | Sponge Bob Anderson Pants | As Predicted, Joel Cohen Just Died |

### Serietidning
| Nr | Utgivning      | Titel | Manus                          | Teckning                         |
| -- | -------------- | --- | ------------------------------ | -------------------------------- |
| 1  | september 1995 | "Little Shop of Homers" | Mike Allred                    |                                  |
| 1  | september 1995 | "Cool Costumes" |                                |                                  |
| 1  | september 1995 | "Call me Homer" | Jeff Smith                     |                                  |
| 1  | september 1995 | "Bart People" | James Robinson                 | Bill Morrison                    |
| 2  | september 1996 | "Sideshow Blob!" | Paul Dini                      |                                  |
| 2  | september 1996 | "The Exorsister" | Peter Bagge                    |                                  |
| 3  | september 1997 | "The Immigration of the Body Snatchers!" | Evan Dorkin                    |                                  |
| 3  | september 1997 | "Fatal Reception" | Scott Gimple                   |                                  |
| 4  | september 1998 | "I faced Tahn-enn-bahm" | Chuck Dixon                    |                                  |
| 4  | september 1998 | "Rigel Four, Springfield Zero" |                                | Geof Darrow                      |
| 4  | september 1998 | "The Illustrative Man" | Batton Lash                    |                                  |
| 5  | september 1999 | "Dark Lisa" | Jill Thompson                  |                                  |
| 5  | september 1999 | "Xt'tapalatakettle's Day" | Scott Shaw Sergio Ara          | Sergio Ara                       |
| 5  | september 1999 | "Apu on Rigel 7" | Doug TenNapel                  |                                  |
| 6  | september 2000 | "Hell-O-Ween" | Ian Bothby Jim Mahfood         | Sergio Ara                       |
| 6  | september 2000 | "Metamorph Simpsons" | Peter Kuper                    | Peter Kuper                      |
| 6  | september 2000 | "Young Frinkenstein" | Bill Morrison                  |                                  |
| 6  | september 2000 | "From Duffs Till Dawn" | Scott Morse                    |                                  |
| 7  | september 2001 | "In Springfield No-One Can Hear You Scream" | Garth Ennis                    | John Mccrea                      |
| 7  | september 2001 | "I'm Not In Springfield Anymore" | Stan Sakai                     | Stan Saki                        |
| 7  | september 2001 | "Homererectus" | Troy Nixey                     | Troy Nixey                       |
| 7  | september 2001 | "Catastrophe in Substitute Springfields!" | Mark Hamill                    | Bill Morrison Jason Ho Mike Rote |
| 8  | september 2002 | "Night of Nineteen Screams!" | Ty Templeton                   | Ty Templeton                     |
| 8  | september 2002 | "Tales From The Kwik-E-Mart" | Gail Simone                    | Jill Thompson                    |
| 8  | september 2002 | "Krustine" | Scott Shaw                     | Scott Shaw                       |
| 8  | september 2002 | "The Powerplant of Pain" | Hilary Barta Stephen Sullivan  | Hilary Barta                     |
| 9  | september 2003 | "Ring Around the Simpsons" | Ean Boothby                    | Danger Brereton                  |
| 9  | september 2003 | "The Cask of Amontilla-D'oh" | Paul Dini                      |                                  |
| 9  | september 2003 | "From Hell and Back" | Gary Millidge                  | Gary Millidge                    |
| 10 | september 2004 | "Bart Simmons God of Thunder!" | Chris Yambar                   |                                  |
| 10 | september 2004 | "The Legend of Batterface" | Chris Yambar                   |                                  |
| 10 | september 2004 | "House of a Thousand Donuts" | Ty Templeton                   |                                  |
| 10 | september 2004 | "Scareway to Heaven" | Bill Morrison                  |                                  |
| 11 | september 2005 | "The Sub-Basement of Dracula" | Mary Wolfman                   |                                  |
| 11 | september 2005 | "Squish Thing" | Len Wein                       | Bernie Wrightson                 |
| 11 | september 2005 | "Two Tickets to Heck!" | Chris Bonham Steve Ringgenberg | Bernie Wrightson                 |
| 12 | september 2006 | "Homer's Ark!" | Terry Moore                    | Terry Moore                      |
| 12 | september 2006 | "Blood Curse of the Evil Fairies!" | Kyle Baker                     | Kyle Baker                       |
| 12 | september 2006 | "Willie: Portrait of a Groundskeeper" | Eric Powell                    | Eric Powell                      |
| 13 | september 2007 | "Gnaws!" | Brian Posehn Gerry Duggan      | Hilary Barta                     |
| 13 | september 2007 | "They Draw" | Patton Oswalt                  |                                  |
| 13 | september 2007 | "Prop, Prop, Whiz, Whiz!" | Ian Boothby Pia Guerra         | Pia Guerra                       |
| 13 | september 2007 | "The Pygmy Elixir" | Thomas Lennon                  |                                  |
| 14 | september 2008 | "30 Days of D'oh" | Glenn Fabry Steve Niles        | Glenn Fabry                      |
| 14 | september 2008 | "Murder He Wrote" | Ian Boothby                    |                                  |
| 14 | september 2008 | "Homerstein Conquers The World! Part II: War of the Gargantua Homersteins"                                                                              | Gilbert Hernandez              |                                  |
| 15 | september 2009 | "Cloud 13" | Tim Hensley                    |                                  |
| 15 | september 2009 | "The Call of Vegulu!" | Matthew Thurber                | Kevin Huizenga                   |
| 15 | september 2009 | "Blurst Again!" | Jordan Crane                   |                                  |
| 15 | september 2009 | "Mo' Bodies Moe Problems" | Ted May                        | Sammy Harkham                    |
| 15 | september 2009 | "The Gods Must Be Lazy!" | Will Sweeney                   |                                  |
| 15 | september 2009 | "Contributors of the Damned" | Jon Vermilyea                  | Sammy Harkham                    |
| 15 | september 2009 | "C. H. U. M." | Jon Vermilyea                  |                                  |
| 15 | september 2009 | "Three Little Kids" | John Kerschbaum                |                                  |
| 15 | september 2009 | "Boo-tleg" | Ben Jones                      |                                  |
| 15 | september 2009 | "Bad Milhouse" | Jeffrey Brown                  |                                  |
| 15 | september 2009 | "The Slipsons" | C. F.                          |                                  |
| 16 | september 2010 | "I Screwed Up Big-Time And Unleashed The Glavin On An Unsuspecting World! I Totally Saved The Earth's Butt And Made The Glavin Cry Like A Little Wuss!" | Evan Dorkin                    | Evan Dorkin                      |
| 16 | september 2010 | "The Coff-Diddly-Offin" | Kelvin Mao                     | Kelley Jones                     |
| 16 | september 2010 | "Tell-Tale Bart" | Peter Kuper                    | Peter Kuper                      |
| 16 | september 2010 | "Homer Goes To Hell!" | Lemmy Kilmister Tom Peyer      | Tone Rodriguez                   |
| 16 | september 2010 | "Marge Attacks!" | Nathan Kane                    | Jason Ho Nathan Kane             |

#### Treehouse of Horror Reprint
| Nr                          | Utgivning      |
| --------------------------- | -------------- |
| Heebie-Jeebie Hullabaloo    | september 1999 |
| Spine-Tingling Spooktacular | september 2001 |
| Fun-Filled Frightfest       | september 2003 |
| Hoodoo Voodoo Brouhaha      | september 2006 |
| Dead Man's Jest             | augusti 2008   |